# Andreas Lösel
Andreas Lösel (* 29. März 1983 in Erlangen) ist ein deutscher Schwimmsportler.

## Werdegang
Lösels Spezialdisziplin sind die 200 m Brust. Bereits als Jugendlicher gewann er mehrfach deutsche Meistertitel in seinem Jahrgang über die 100-m- und die 200-m-Strecke. Bei den Deutschen Meisterschaften 2004 war er Vierter über 200 m. Trotz der besten Vorlaufzeit verpasste er allerdings im Finale die Qualifikation für die Olympischen Spiele im selben Jahr in Athen.
In den beiden folgenden Jahren konnte er seine 200-m-Platzierungen bei den deutschen Meisterschaften um jeweils einen Platz verbessern und wurde Dritter und Zweiter. Bei den Deutschen Meisterschaften 2007 konnte er schließlich den Meistertitel gewinnen und stellte dabei mit 2:11,97 Minuten einen neuen deutschen Rekord auf, der über zweieinhalb Sekunden unter der alten Bestzeit lag.
Andreas Lösel lebt in Baiersdorf und startet für die SSG 81 Erlangen. Er studierte Geografie, Wirtschaft und Sport an der Universität Erlangen-Nürnberg. Derzeit unterrichtet er am Paul-Klee-Gymnasium Gersthofen.

## Rekorde
| Deutsche Rekorde (1)    | Deutsche Rekorde (1) | Deutsche Rekorde (1) | Deutsche Rekorde (1) |
| ----------------------- | -------------------- | -------------------- | -------------------- |
| 200 m Brust             | 02:11,97 min         | 12. April 2007       | Berlin               |
| (Stand: 1. August 2008) |                      |                      |                      |